# Peter Riis Andersen
Peter Riis Andersen (25 de julio de 1980) es un deportista danés que compitió en ciclismo de montaña en la disciplina de campo a través. Ganó una medalla de plata en el Campeonato Europeo de Ciclismo de Montaña en Maratón de 2008.

## Medallero internacional
| Campeonato Europeo | Campeonato Europeo  | Campeonato Europeo | Campeonato Europeo |
| Año                | Lugar               | Medalla            | Competición        |
| ------------------ | ------------------- | ------------------ | ------------------ |
| 2008               | Albstadt (Alemania) | Medalla de plata   | Campo a través     |